# Pheugopedius rutilus
Pheugopedius rutilus е вид птица от семейство Орехчеви (Troglodytidae).

## Разпространение
Видът е разпространен в тропическите части на Новия свят от Коста Рика и Панама на изток до Колумбия, Венецуела, Тринидад и Тобаго. По-рядко може да се види до Амазония в Колумбия.